# Sia
Sia（シア）は、フランス・パリに本社を置く戦略コンサルティングファームを中心とした多事業企業、および同社が開発･運営するエンタープライズ向けAIソリューション群である。

## 概要
世界銀行出身のMatthieu Courtecuisseによって1999年に設立され、現在は21ヶ国･52箇所以上のオフィスに4,100人以上の従業員を擁する。
世界的なグローバル経営戦略コンサルティングファームの1つとしてランク付けされており 、米Forbes誌からも “World’s Best Management Consulting Firms” として選出されている 。
日本･東京オフィスは2015年に開設され、日本に所在する日系企業および外資系企業日本オフィスに対する経営戦略コンサルティング、ならびに外国企業への日本市場調査等のサービスを提供している。
人員の増員による規模の拡大を図るBig4等の他コンサルティングファームとは異なり、品質水準を保つために従業員数を大きく増やさず、個々の能力を担保した比較的少人数での活動を志向している。
主な戦略系コンサルティング会社の競合として、McKinsey & Company、Bain & Company、FTI Consulting、A.T. Kearney、Oliver Wyman、Roland Berger、Arthur D. Little、L.E.K. Consulting、Boston Consulting Group、等が挙げられる。

## 戦略コンサルティングサービス
“We are a next-generation consulting firm as Consulting 4.0” “Design. Reshape. Reboot.”とのモットーのもと、 産業の革新･イノベーションと、ビジネスおよびデジタルが密接に結合した変革を志向している。様々な企業･団体･公共部門への経営戦略コンサルティングサービスを提供している他、グローバル企業への各国市場調査等のサービスを提供している。
Fortune 500･世界的企業上位500社の大半や、GAFA・FAANG・ビッグ・テックを含む1,000社以上をクライアントとして抱えるグローバルな戦略系コンサルティングファームとして知られている。
金融、ライフサイエンス(医薬品･医療機器)、バイオテクノロジー、ラグジュアリー、鉱業･エネルギー･水道、ヘルスケア(医療機関･行政)、等様々な分野のクライアントに対して、M&A、ビジネス変革、成長戦略･イノベーション、人事･組織、調達･購買、データ分析、デジタルトランスフォーメーション、等の領域の経営コンサルティングを提供している。
特に、金融系サービス、ヘルスケア･ライフサイエンス部門、先端テクノロジーの各分野に強みを持つとされている。これはそれぞれ、創設者の出身が世界銀行であること、ライフサイエンス･バイオテクノロジー分野のコンサルティングファームを買収していること、機械学習や人工知能をはじめとする先端IT技術分野の会社を買収し自社でもプロダクト開発を行っていること、等に象徴される。
グローバルにおける主要なサービスラインおよびカバーセクターは下記の通りである。
サービスライン
- 企業戦略、事業戦略
- M&A
- ビジネス変革・成長・イノベーション
- 人事・組織
- マーケティング及び営業戦略
- 物流・運輸・SCM
- 調達・購買
- データ分析・AI
- 気候変動分析
- リスク・コンプライアンス
- アクチュアリー・保険数理
- IT戦略・サイバーセキュリティ
- デジタル変革

カバーセクター
- 金融
- バイオテクノロジー・ライフサイエンス(医薬品・医療機器)
- 鉱業・エネルギー
- ラグジュアリー
- 自動車・航空・宇宙・防衛
- ヘルスケア(医療機関･行政)
- エネルギー・水道・インフラ
- 消費財・小売
- テクノロジー・メディア・通信・テレコミュニケーション

## Sia /LBG: 医薬･医療機器専門部門
Sia /LBGは、Siaのライフサイエンス事業ラインであり、製品開発、非希薄化資金調達、医薬･医療機器 戦略コンサルティングという3つの主要分野を通じ、世界中の製薬バイオテクノロジー、医療機器診断、動物医療関連企業をサポートしている。 
製品開発創薬、前臨床／毒性学、CMC(化学･製造･品質管理)、薬事、臨床研究、プロジェクトマネジメントなど、包括的な製品開発サポートを提供する。
非希薄化資金調達BARDA、NIH、WHOなどの国際機関・米国政府機関および非政府組織(NGO)からの資金調達をサポートする。
医薬･医療機器 戦略コンサルティング医薬･医療機器に関する、市場調査、財務分析、取引関連などについての戦略コンサルティングサービスを提供している。

## コンサルティング以外の事業

### Sia /Uside: 企業と人の活動研究
Sia /Usideは企業行動の研究を通じ、企業とそのリーダーを人間レベルでサポートする。文化の変革、人材開発とコーチング、ワークライフバランスの向上等、企業活動と人間活動の連携についてサポートしている。

### Sia /Studio: 投資ファンド
Siaは、B2B 技術系スタートアップに重点を置き、急成長中の技術企業に資金を提供することを目的として2017年に投資ファンド “Studio” を設立した。
主としてフランスのシードからシリーズ A までのスタートアップを中心に、30 万ユーロから 50 万ユーロ程の投資行動を行っている。また、金銭投資に加えて、戦略、運用、ビジネスに関するSia Partnersのコンサルティング部門によるサポートも提供している。
主要投資案件は下記の通り。
- Big Moustache (2017年1月) [4] - 男性用シェービング製品のフランスのeコマースサイト
- Livsty (2017年12月) [5] - シンプルで革新的なエクイティリリースプラットフォーム
- Cleep (2018年4月) [6] - オンラインショッピングの簡素化を目的としたソーシャルメディアプラットフォーム
- Lettria (2018年12月) [7] - フランス語を中心とした自然言語処理(NLP)ツール
- SPARTED (2019年2月) [8][9][10][11][12][13] - モバイルトレーニングプラットフォームを備えたHRテックSaaSスタートアップ
- Happydemics (2020年12月) [14]
- Greenly (2021年7月) [15]
- METAV.RS (2022年9月) [16]

### Sia AI: エンタープライズAIソリューション
Sia AIは、エンタープライズ向けAIソリューション群AIソリューション群を開発･運営している組織、および同ソリューション群の名称。
高度なデータサイエンスソリューションの研究と開発を通じ、ビジネス課題に対処し、複数のセクターにわたる価値創造を支援することを目標としている。
専門家として、ヨーロッパと北米の4つの研究開発センターに100名を超えるデータサイエンティスト、データエンジニア、Web開発者、UI/UXデザイナーを擁している。

### Sia Experience: デザイン思考を通じた成長支援
Sia Experienceは、デザイン思考の手法を通じて企業の成長とパフォーマンス向上を支援する、エクスペリエンスデザインとイノベーションを基盤としたグローバルサービス、および同サービスを展開するデザインコンサルティング組織。
ユーザー中心のアプローチとデザイン思考の手法を通じて、革新的な製品やサービスの立ち上げと、顧客、従業員 、ユーザーのエクスペリエンス向上を支援する。

## 年表
- 1999年 - Sia(Sia Partners)設立。
- 2006年 - イタリア･ローマおよびミラノ、ベルギー･ブリュッセルにオフィス設立[20] 。
- 2007年 - モロッコ･カサブランカにオフィス設立[20] 。
- 2007年 - EDSのコンサルティング部門、EDS Consulting Services France (旧A.T. Kearney Interactive) を買収[21] 。

- 2010年 - 11月、Valtech社の経営コンサルティング部門である Axelboss を買収[22] 。
- 2011年 - 9月、保険数理コンサルティング活動を開始。
- 2012年 - 8月、OTC ConseilグループのニューヨークオフィスであるOTC Americasを買収し、国際的な存在感と投資銀行への近接性を強化[23] 。
- 2013年 - 9月、金融業界の経営コンサルタントおよびサービス会社である Investance グループの国際経営コンサルティング部門を買収。これに伴い、イギリス･ロンドン、香港、シンガポールにオフィスを設立[24] 。
- 2014年 - 2月、Sourcing France (旧Factea France) を買収[25] 。
- 2014年 - 8月、カナダ･モントリオールに北米2番目のオフィス設立。
- 2015年 - 3月、日本･東京にアジア3番目のオフィス設立[3] 。
- 2016年 - 9月、トランスフォーメーションと石油およびガス産業に特化した Molten Group を買収[26][27] 。
- 2017年 - Sia Partners自社による投資ファンド Studio を開始[28] 。
- 2018年 - 5月、フランスのデジタルマーケティングエージェントである FOVE を買収[29] 。
- 2018年 - 9月、企業戦略、成長とイノベーションのコンサルティングを専門とする英国のコンサルティングファーム Inzenka 、および資産管理とコーポレートバンキングに関する英国の規制コンサルティングファーム SKT Consulting を買収[30] 。
- 2019年 - 3月、米国でシアトルとデンバーに拠点を置き、テクノロジー･ヘルスケア･公益事業･航空業界に強みを持つ Loft9 Consulting を買収[31] 。
- 2019年 - 5月、金融サービスを中心とする米国の経営コンサルティング会社である Gartland and Mellina Group (GMG)を買収[32] 。
- 2019年 - 7月、ラテンアメリカ、サハラ以南のアフリカ、およびアジアでのブランド展開を加速することを目的に、ファームのメンバーシップ加盟制度(Affiliate Program)を開始し、Sia Partnersネットワークの第1号メンバーとしてパナマシティに本拠を置くRTP(Sia Partners Panama)が加盟した[33] 。
- 2019年 - 11月、デジタルテクノロジーを中心とした米国の経営コンサルティング会社である Caiman Consulting を買収[34] 。
- 2019年 - 12月、企業の社会的責任 (CSR) アプローチに関する新機軸を発表。

- 2020年 - 7月、企業戦略、変化･変革を専門とする英国の経営コンサルティング会社 Pathfinder を買収[35][36] 。
- 2020年 - 12月、カナダの金融コンサルティング会社 RG Advisory を買収[37] 。
- 2021年 - 4月、企業行動とワークライフバランス、行動科学などを専門とするコンサルティング会社 USIDE を買収[38] 。
- 2021年 - 5月、フランスのナントとマルセイユにオフィス設立[39] 。
- 2021年 - 9月、カナダのカルガリーに拠点を置くコンサルティング会社 Ethier を買収[40] 。
- 2021年 - 9月、アメリカのアトランタにオフィス設立[41] 。
- 2021年 - 9月、アメリカのノースカロライナ州シャーロットに拠点を置くコンサルティング会社 Summus Group を買収[41] 。
- 2021年 - 10月、メタバース、仮想現実(VR)、拡張現実(AR)等の先端技術を駆使した新サービスを発表[42] 。
- 2021年 - 12月、アメリカのフィラデルフィアに拠点を置くコンサルティング会社 PPT Consulting を買収[43] 。
- 2022年 - 3月、フランスのパリを拠点とするフィンテック企業 Stratumn を買収[44] 。
- 2022年 - 6月、オーストラリアのパースに拠点を置く、鉱業とエネルギー分野に強みを持つコンサルティング会社 Churchill Consulting を買収[45] 。
- 2022年 - 9月、カナダのエドモントンに拠点を置くコンサルティング会社 E2E を買収[46] 。
- 2022年 - 9月、アメリカを中心に全世界でコンサルティングサービスを提供する、ライフサイエンス･バイオテクノロジー･医薬品分野に強みを持つ Latham BioPharm Group を買収[47] 。
- 2023年 - 9月、企業の変革プロジェクトを加速するために設計された、自社生成AIツールSiaGPTの開発を発表[48] 。
- 2024年 - 1月、アメリカのニューヨークに本拠を置く Notion Consulting を買収[49] 。
- 2024年 - 3月、オーストラリアのシドニーにオフィス設立[50] 。
- 2024年 - 4月、カナダのオタワにオフィス設立[51] 。
- 2024年 - 4月、中華人民共和国の上海に中国本土初となるオフィスを設立[52] 。